# شلومو هيليل
شلومو هيلل (23 أبريل 1923 - 8 فبراير 2021)،هو دبلوماسي وسياسي إسرائيلي من مواليد العراق وشغل منصب رئيس الكنيست، ووزير الشرطة، ووزير الداخلية، وسفيرًا في عدة دول في إفريقيا. بصفته عميلا للموساد في أواخر الأربعينيات وأوائل الخمسينيات من القرن العشرين، قام بترتيب النقل الجوي الجماعي لليهود العراقيين إلى إسرائيل المعروف باسم عملية عزرا ونحميا.

## من مؤلفاته
في عام 1984، نشر هيليل عملية بابل: قصة إنقاذ يهود العراق، مذكرات عن العملية ، والتي تُرجمت لاحقًا إلى الإنجليزية والفرنسية والألمانية والإسبانية والبرتغالية والروسية والعربية. 